# مؤسسه مطالعات پیشرفته
مؤسسهٔ مطالعات پیشرفته (IAS) واقع در پرینستون در ایالت نیوجرزی آمریکا، یک مؤسسهٔ مستقل مربوط به تحقیقات پسادکترا و پژوهش‌های نظری و روشنفکرانه است که در سال ۱۹۳۰ توسط آبراهام فلکسنر، پژوهشگر آمریکایی به کمک دوستان بشردوستش، لوئیز بامبرگر و کارولین بامبرگر فولد بنیان نهاده شد. مهم‌ترین پژوهشگرانی که در این بنیاد مشغول به‌کار بودند، می‌توان از آلبرت اینشتین، یانوش فون نیومن و کورت گودل را نام برد که بعد از مهاجرتشان به ایالات متحده، به این مؤسسه پیوستند. اگرچه این مؤسسه بسیار به دانشگاه پرینستون نزدیک است و همکاری زیادی با آن دارد اما بخشی از آن دانشگاه نیست و هیچ‌گونه بودجه‌ایی از آن دریافت نمی‌کند.
فلکسنر در اصل قصد گسترش دانش را از اهداف مؤسسهٔ خود اعلام کرد. در این مؤسسه هیچ‌گونه مدرک تحصیلی اعطا نمی‌شود یا هیچ‌گونه دوره آموزشی تجربی وجود ندارد. پژوهشگران نیز تحت قرارداد یا ملزم به انجام‌دادن تحقیقات موردنظر بنیاد نیستند و می‌توانند اهداف پژوهشی خود را دنبال کنند. این بنیاد در طول قدرت‌گیری فاشیسم در اروپا نقش کلیدی داشت در انتقال سرمایه‌های فکری از اروپا به آمریکا و از همین رهاورد اعتبار آکادمیکی به‌دست‌آورد که این بنیاد را به شهرت رساند و این اعتبار تاکنون نیز پابرجا مانده‌است.
این بنیاد تمام بودجه خود را طریق وقف، هدیه و بخشش تأمین می‌کند، و یکی از هشت بنیاد ریاضی آمریکا است که بنیاد ملی علوم برای آنان بودجه اختصاص می‌دهد. این مدل برای دیگر هشت نفر از اعضای کنسرسیوم برخی از مؤسسه مطالعات پیشرفته.
این مؤسسه متشکل شده از چهار کارگروه–مطالعات تاریخی ریاضیات، علوم طبیعی و علوم اجتماعی، همچنین طرحی برای تأسیس زیست‌شناسی نظری در بنیاد نیز وجود دارد.

## تاریخچه

### مؤسسان

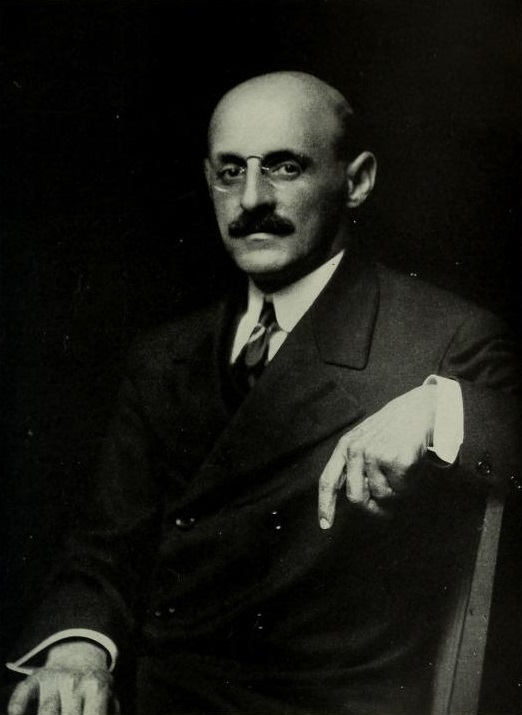
ابراهام فلکسنر

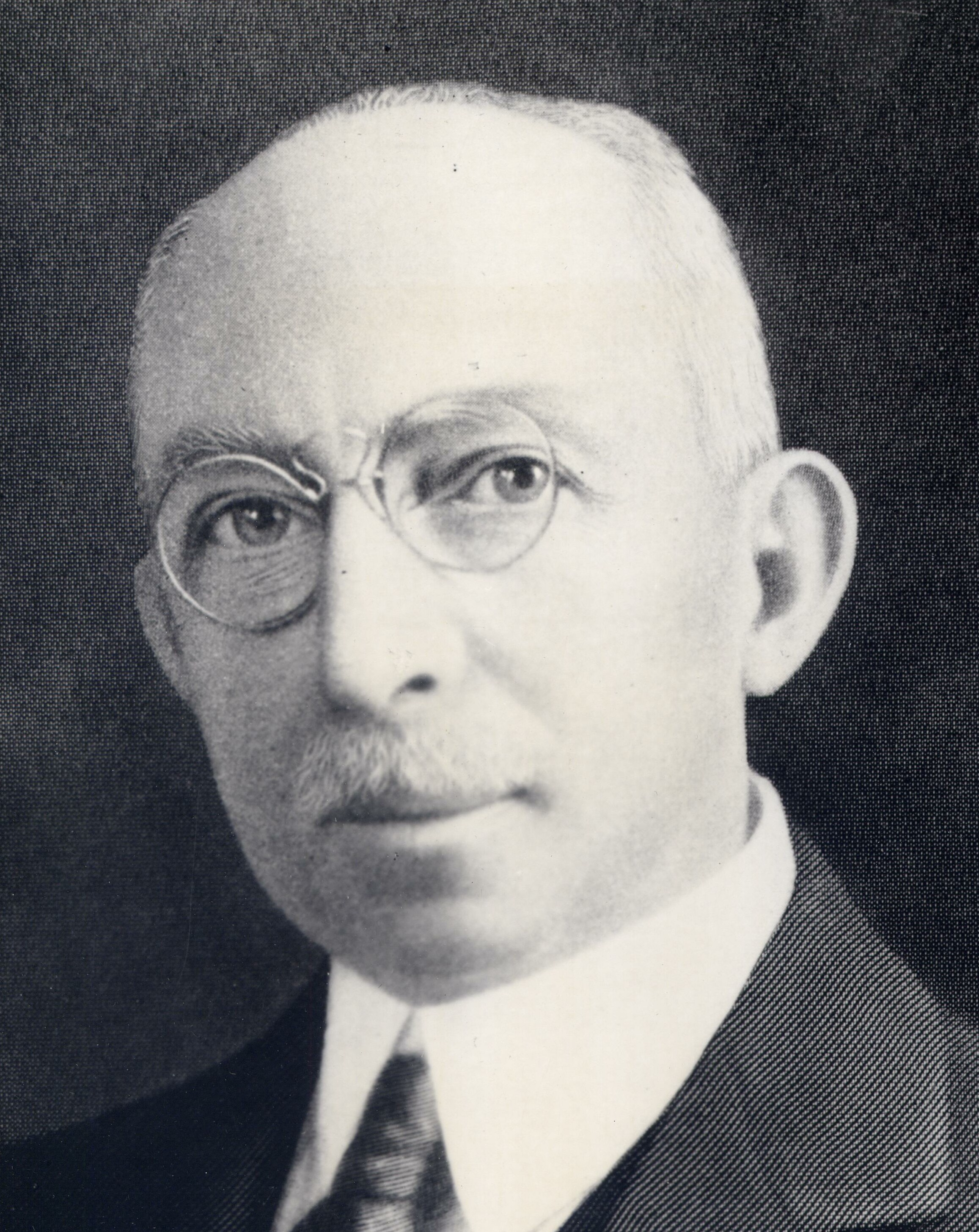
لوئیس بامبرگر

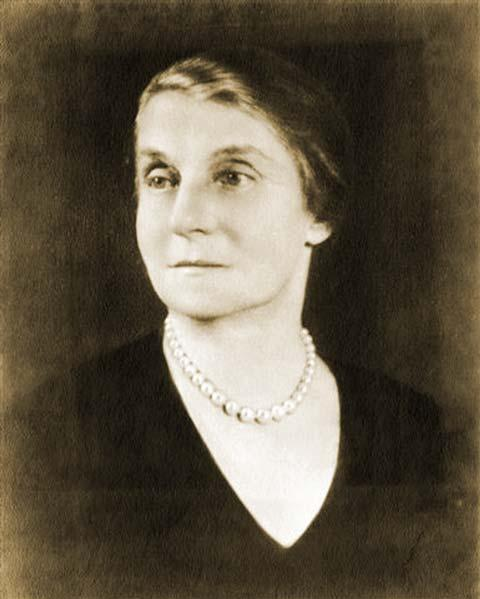
کارولین بامبرگر فولد

بنیاد در سال ۱۹۳۰ به‌دست آبراهام فلکسنر با همرهی خیرینی بنام لوئیس بامبرگر و کارولین بامبرگر فولد تأسیس شد. فلکسنر بیشتر به‌عنوان یکی از چهره‌های مهم تاریخ پزشکی آمریکا شناخته می‌شود که نقش مهمی در اصلاحات آموزش پزشکی این کشور داشت. وی در دهه ۱۸۹۰ به‌خاطر علاقه‌ای که به امر آموزش داشت مدرسه‌ای تجربی را بنا نهاد که در آن هیچ برنامه درسی خاص وجود نداشت و امتحانی گرفته نمی‌شود، به‌دنبال موفقیت این برنامه که هدفش آماده‌سازی دانش آموزان برای ورپو به کالج‌های سطح اول بود انگیزه‌ایی شد که سپس وی بنیاد مطالعات پیشرفته را بنیان نهد. فلکسنر در دانشگاه‌های اروپایی همانند دانشگاه هایدلبرگ، کالج ال سنتز، آکسفورد و کلژدو فرانس تحصیل کرده بود و می‌خواست مؤسساتی تحقیقاتی همانند آن‌ها در ایالات متحده تأسیس کند.
در اتوبیوگرافی آبراهام فلکسنر، خود یادآور می‌شود که در سال ۱۹۲۹ طی تماس تلفنی از جانب خواهر و برادری بنام برامبرگر که مشتاق به مشارکت در طرح وی بودند منجر به تأسیس IAS شد:
من یک روز بی سرو صدا مشغول کار بودم که تلفن زنگ زد هنگامی که تلفن زنگ زد و از من خواسته شد برای دیدن دو نفر که ممکن بود مبلغ قابل توجهی پول که برای طرحم لازم داشتم به من پرداخت کنند، بروم. در ملاقاتمان من به آن‌ها اطلاع دادم که حوزه کاری من محدود به آموزش است و وقت آن رسیده که در ایالات متحده یک مؤسسه در زمینه تولید دانش همانند مؤسسه راکفلر در زمینه پزشکی که توسط برادرم سیمون توسعه پیدا کرد، نیاز دارد - اما این یک مؤسسه آموزشی صرف نیست که دانشجویان در آن آموزش ببیند و فارغ‌التحصیل شوند بلکه مکانی است که در آن هرکس بتواند روش‌های پژوهش خود را بسط دهد چه اعضای هیئت علمی و چه دانشجویان، و این راه تلاشی باشد برای پیشبر مرزهای دانش.
خانواده برامبرگر می‌خواستند پول فروش فروشگاه خود در نیوارک، نیوجرسی را به تأسیس دانشکده دندانپزشکی در ایالت نیوجرسی اختصاص دهند. فلکسنر آن‌ها را متقاعد کرد که پول خود را در پژوهشای بنیادی‌تر سرمایه‌گذاری کنند. جغرافی‌دان برجسته‌ای بنان اسوالد وبلن سال‌ها بود که تلاش می‌کرد تا موسسه‌ای تحقیقاتی سطح بالا در ریاضیات تأسیس کند وی با فلکسنر دیدار کرد و برای مکان مؤسسه جایی نزدیکی دانشگاه پرینستون را پیشنهاد کرد که به مرکز یادگیری و کتابخانه دانشگاه نزدیک باشد. در سال ۱۹۳۲ وبلن از دانشگاه پرینستون استعفا کرد و اولین استاد در مؤسسه مطالعات پیشرفته شد. بیشتر تسهیلات بنیاد توسط وی انتخاب شدند و همچنین وی کمک زیادی کرد برای به دست آوردن زمین در پرینستون برای ساخت تأسیسات و گسترش بنیاد در آینده.
فلکسنر و وبلن بهترین ریاضی‌دان‌ها و فیزیکدانهایی که می‌توانستند پیدا کنند را استخدام کردند. هم‌زمان با ظهور فاشیسم در اروپا و با همکاری گروه‌های ضدّسامی با آن‌ها بسیاری از ریاضی‌دانهای فراری از اروپا همانند انیشتین و هرمان وایل (که همسری یهودی داشت) این مؤسسه به خانه جدیدشان تبدیل شد. همچنین با پافشاری وایل دانشمند جامع‌العلومی اتریش -مجارستانی بنام یوهان فون نیومن نیز به استخدام بنیاد درآمد. در واقع این بنیاد تبدیل شده بود به مأمنی برای دانشمندان فراری از اروپا. جذب انیشتین اولین موفقیت فلکسنر بود و پس از آن شاگرد با استعداد وبلن بنام جمیز الکساندر و سپس جوان موفق منطق دانی بنام کورت گودال جذب شدند. فلکسنر بسیار خوش شانس بود که این مشاهیر و افراد پیرامون آن‌ها را جذب کرد. بدین سان در سال۱۹۳۴ بنیاد با عضویت شش تن از ریاضی‌دانهای برجسته تأسیس شد. در سال ۱۹۳۵ فیزیکدان پیشرو در فیزیک کوانتوم بنام ولفگانگ پائولی عضو مؤسسه شد. با تأسیس بنیاد مطالعات پیشرفته پرینستون جای گوتینگن را به عنوان دانشگاه پیشرو در ریاضیات در قرن بیستم گرفت.

### سالهای اولیه
برای شش سال از هنگام تأسیس بنیاد در سال ۱۹۳۳ تا زمانی که ساختمان فولد هال در سال ۱۹۳۹ بنایش تمام شد دفتر مرکزی بنیاد در دانشکده ریاضی دانشگاه پرینستون قرار داشت. دانشکده علوم دانشگاه پرینستون کمتر از دو مایل از ساختمان مؤسسه فاصله داشت و تحقیقات مشترک بسیاری بین این دو نهاد صورت گرفت. این همکاری‌های اولیه در سالهای اولیه تأسیس بنیاد این فکر غلط را که بنیاد بخشی از دانشگاه پرینستون است را جا انداخت که هم‌اکنون نیز این فکر غلط کامل ریشه کن نشده‌است.
از زمان آغاز بکار بنیاد تاکنون دارای یک سیاست عدم تبعیض است. در ۴ ژوئن ۱۹۳۰ خانواده برامبرگر طی نامه ایی با هیئت امنای مؤسسه یادآور شدند:
اصلی‌ترین هدف ما مایلیم آن را شرح دهیم در ملاقات با پرسنل و اعضای هیئت علمی همانند کارگران و دانشجویان هیچگونه تبعیضی روا داشته نشود چه به صورت مستقیم چه به صورت غیر مستقیم برپایه نژاد، دین یا جنسیت. یکی از ویژگی‌های نخبگان آمریکایی فراتر از هدف آموزشی که مطرح باشد این است که نمی‌توان شرایط سایر اعضاء را در نظر نگرفت، سایرین اشیایی برای نردبان ترقی ما یا بنیاد نیستند بدون در نظر گرفتن نژاد، عقید ویا جنسیت شان.
بنیاد IAS یکی از پیشگامان برابر جنسیتی در آموزش عالی بود حتی زمانی که دانشگاه پرینستون دانشجویان دختر را برای تحصیلات تکمیلی نمی‌پذیرفت. در سال ۱۹۳۴ به دعوت فلکسنر و وبلن ریاضی‌دانی مؤنث بنام امی نوثر عضو و سخنران بنیاد شد.

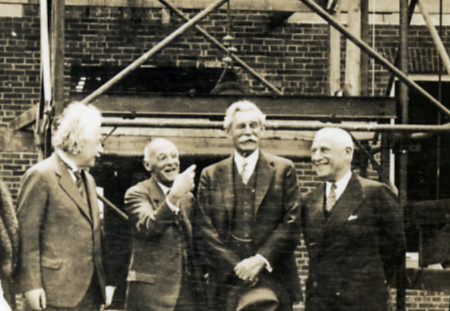
از چپ به راست: آلبرت اینشتین، ابراهام فلکسنر، جان آر. هاردین و هربرت ماس در IAS در ۲۲ مه ۱۹۳۹

فلکسنر با موفقیت توانسته بود اعتبار زیادی برای بنیاد کسب کند. دانشکده ریاضیات در سال ۱۹۳۳ تأسیس شد به دنبال این موفقیت او کار به مراتب مشکل‌تر تأسیس دانشکده اقتصاد و علوم انسانی را به ثمر رساند. دانشکده مطالعات انسانی و دانشکده اقتصاد و سیاست در سال۱۹۳۵ تأسیس شدند. هر سه این دانشکده تحت یک مدیریت به ساختمان جدید فولد هال در سال ۱۹۳۹ منتقل شدند .(اگرچه بعدها دانشکده علوم انسانی و دانشکده اقتصاد و سیاست در دانشکده مطالعات تاریخی که در سال ۱۹۴۹ تأسیس شد، ادغام شدند). در ابتدای کار دانشکده ریاضیات شامل ریاضی‌دانها و فیزیکدانها می‌شد؛ و دانشکده مستقل علوم طبیعی تا سال ۱۹۶۶ تأسیس نشد. دانشکده علوم اجتماعی در سال ۱۹۷۳ تأسیس شد.

## اهداف بنیاد

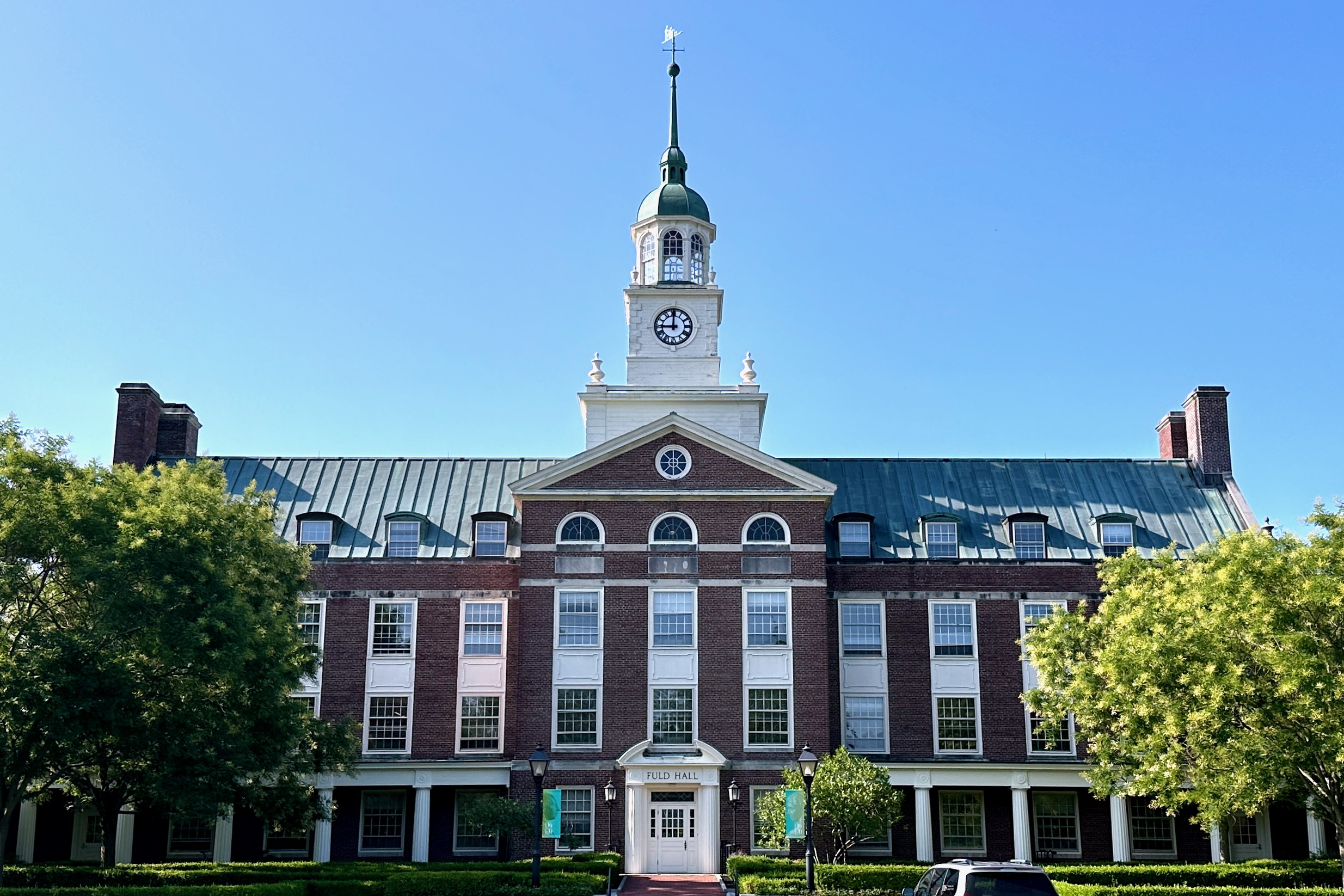
فولد هال

در سال ۱۹۳۹ فلکسنر طی مقاله‌ای تأکید کرد که چگونه جیمز کلارک ماکسول صرفاً برای دانستن طرزکار میدانهای مغناطیسی و جریان برق چگونه محاسباتش باعث توسعه جریان برق در عصر جدید شود. با اتکا به ماکسول و دانشمندان نظری چون گووس، فارادی، ارلیش و انیشتین، فلکسنر گفت: «در طول تاریخ علم بیشتر اکتشافات مهم که سودمندیشان برای نوع بشر ثابت شده توسط مردان و زنانی ساخته شده‌اند که به‌دنبال سودمندی اکتشافشان نبودند بلکه صرفاً به‌دنبال ارضاء میل کنجکاویشان بودند».
فلکسنر در کتاب آبی بنیاد گفته‌است، «بنیاد پژوهشهای پیشرفته یکی از معدود بنیادهایی در جهان است که هدف نهایی اش تلاش برای تولید دانش بخاطر ارزشمند بودن خود دانش است. تحقیقات نظری از آن جمله تحقیقاتی هستند که هدفشان رسیدن به درک بهتری از انسان و طبیعت است نه به عنوان محصولی که برای سفارشی ساخته شده باشد. همانند خلاقیت هنری که در محیط خاصی پرورش پیدا می‌کند». این عقاید آبراهام فلکسنر مؤسس و رئیس بنیاد، این شور و شعف هم امروزه الهام بخش این بنیاد است»